# Шален ла Потери
Шален ла Потери (фр. Challain-la-Potherie) насеље је и општина у западној Француској у региону Лоара, у департману Мен и Лоара која припада префектури Сегре.
По подацима из 2011. године у општини је живело 823 становника, а густина насељености је износила 17,19 становника/km². Општина се простире на површини од 47,87 km². Налази се на средњој надморској висини од 58 метара (максималној 106 m, а минималној 42 m).

## Демографија
| 1962. | 1968. | 1975. | 1982. | 1990. | 1999. | 2011. |
| ----- | ----- | ----- | ----- | ----- | ----- | ----- |
| 1.107 | 1.141 | 972   | 945   | 873   | 774   | 823   |

График промене броја становника у току последњих година